# Fagerhult (Kalmar)
Fagerhult – miejscowość (tätort) w Szwecji, w regionie administracyjnym (län) Kalmar, w gminie Högsby.
Według danych Szwedzkiego Urzędu Statystycznego liczba ludności wyniosła: 219 (31 grudnia 2015), 224 (31 grudnia 2018) i 202 (31 grudnia 2019).